# Україна (Північна Дакота)
Україна (англ. Ukraina) — місто-привид в окрузі Біллінгс, штат Північна Дакота, США. На початку XX століття його заснували українські іммігранти, які також заснували сусідню громаду Ґорем. Його назвали на честь Батьківщини переселенців України. Україна була місцем розташування двох церков, української католицької та православної, якими користувалася місцева українська громада. До 1949 року поселення було покинуте, а його церкви переїхали до Ґорема та Ферфілда.

## Опис
Україна була заснована біля річки Грін в окрузі Біллінгс, штат Північна Дакота, 18 км на північ і 6 км на схід від Белфілда, неподалік Ґорема. Назву поселення отримало на честь України, звідки емігрувала більшість його жителів.:E6

## Історія

### Заснування
Наприкінці ХІХ століття почалася масова еміграція українців. Поселення в Північній Дакоті почалося з Белфілда, а потім поширилося по округах Біллінгс і Маккензі. Багато з цих іммігрантів почали прибувати через Вінніпег, Канада, у 1896 році, і походили з кількох українських сіл, у тому числі з Боришківців, Мельниці-Подільської та Окопів Тернопільської області.
За цей час виникло село Україна — на честь батьківщини. Більшість перших іммігрантів у цій місцевості сповідували українську католицьку віру. Першим місцем поклоніння, крім проведення богослужінь вдома, був дерев'яний хрест, встановлений на вершині пагорба на північ від України та Белфілда в 1902 році. Українська католицька церква Св. Димитрія була збудована в Україні у проміжку між початком 1905 року та 1906 році Невдовзі після цього Майк Білинський відкрив продуктовий магазин, а згодом також Нік і Піт Стрільчуки. Джо Малковскі заснував поштове відділення.
Село було привабливим як релігійний центр, що обслуговував сотні українців з усієї округи. У 1912 році в Ґорамі було засновано Українську Католицьку Церкву св. Йосифата як місію св. Димитрія і спочатку у них був спільний священник.
У середині 1910-х років почав формуватися релігійний розкол. Через віддаленість округу Біллінгс священникам часто доводилося долати великі відстані, щоб проводити релігійні обряди в громаді. Священник України та Ґорема також проводив служби у Вілтоні, іншою українською громадою приблизно за 320 км. У Великодню неділю 1916 року, після поїздки до Вілтонської Української Греко-Православної Церкви Святої Трійці, щоб освятити великодні кошики та розговитися, священник не повернувся вчасно, щоб зробити те саме для України. Ця суперечка остаточно витіснила священника з України; потім він переїхав до церкви в Ґоремі, викликавши ворожнечу між католиками в обох містах.
Пізніше «Україна» знайшла заміну священникові — Івана Сенчука, але через кілька місяців дізналася, що він православний. Деякі мешканці хотіли залишити Сенчука, а інші відмовлялися. Це призвело до навернення кількох місцевих жителів і створення в 1917 році Української православної церкви св. Петра і Павла, збудованої просто через дорогу від католицької; католики залишилися на півночі, а православні оселилися на півдні. Обидві церкви обслуговували громаду в радіусі 32 км. У 1928 році пожежа знищила церкву Святого Димитрія, і католики звинуватили православних жителів, хоч звинувачень не довели. У 1929 році було збудовано новий пасторський будинок, а нова церква була побудована в 1930 році за зразком первісної церкви.:96

### Залишення
До 1920-х років Белфілд стає новим центром української культури в цьому районі. Багато літніх жителів вирішили переїхати сюди на пенсію зі своїх садиб, а інші покинули сільське господарство внаслідок Великої депресії та вийшли на нові сфери праці. У 1945 році в Белфілді було збудовано нову українську католицьку парафіяльну церкву св. Івана Хрестителя. Створення сільських поштових шляхів спричинило закриття місцевої пошти. До кінця 1940-х років Україна була покинута. Церква Св. Петра і Павла була перенесена в Белфілд у 1948 році. Церкву Св. Димитрія перенесли поруч із кладовищем Св. Марії у Ферфілді в 1949 році, де нею продовжував керувати тодішній пастор Михайло Боберський. До Белфілда також відійшли будівлі універсального магазину та пошти України.